# Isla Candelaria
La isla Candelaria (en inglés: Candlemas Island) es una pequeña isla deshabitada que integra el archipiélago de las Sandwich del Sur, en el mar del Scotia (o mar de las Antillas del Sur). Está situada a 3,7 km al este de la isla Vindicación, de la que está separada por el canal Nelson y con la que forma el grupo Candelaria.
La isla nunca fue habitada ni ocupada, y como el resto de las Sandwich del Sur es administrada por el Reino Unido que la hace parte del territorio británico de ultramar de las Islas Georgias del Sur y Sandwich del Sur, mientras que es reivindicada por la República Argentina, que la hace parte del departamento Islas del Atlántico Sur dentro de la provincia de Tierra del Fuego, Antártida e Islas del Atlántico Sur.

## Geografía
La isla está dividida por un valle en dos lomos y tiene una superficie de 14 km², siendo la mayor del grupo Candelaria. La isla tiene unos 5,5 km de largo y unos 2,5 km de ancho.
En el flanco noreste de la isla, hay un estratovolcán activo, el cerro Lucifer de 230 m s. n. m., que mostró signos de actividad en los años 1200 a. C., 1775, 1823, 1911 y 1953, cuando se reportaron varios flujos de lava y vapores. Esta parte es mayormente llana, posee numerosos conos de escoria y flujos de lava y está libre de hielos y nieve por la actividad volcánica. Géiseres y lagunas de agua caliente están presentes en el volcán. A diferencia de la mayor parte de las islas Sandwich del Sur, donde los volcanes están conformados por basalto, la parte norte de la isla Candelaria está conformada por andesita y dacita.
En la parte sudeste, el monte Andrómeda, cuyo pico de 550 m s. n. m. es la mayor altura de la isla. Junto con el monte Perseus son los otros dos montes próximos de la isla, ambos cubiertos por glaciares permanentes. Estos glaciares poseen parches de vegetación a sus costados.
El extremo noroeste es la punta Vulcano, el sudeste la punta Cuencas, y al norte se encuentra la punta Lengua, cerca de la cual está la roca Negra. La isla tiene dos lagunas, la Medusa y la Gorgon, separadas por la planicie Quimera. Al noroeste se abre la bahía Remolque y la ensenada Serpiente Marina. Otros accidentes destacados son la punta Sarcófago en la costa oeste, la punta Carbón es la costa sudoeste, la punta Clapmatch, la roca Bota, la meseta Rompehuesos y el valle Clinker. Existen áreas donde se puede desembarcar.

## Historia y toponimia
La isla fue avistada el 2 de febrero de 1775 por la expedición de James Cook en su barco Resolution, quien en conjunto con la isla Vindicación, la llamó Candlemas island por la fiesta de la Candelaria del santoral católico. En enero de 1820 el explorador ruso Fabian Gottlieb von Bellingshausen en el barco Vostok también la señaló como dos islas separadas. De hecho, creyó que las tres elevaciones de la isla pertenecían a tres islas distintas.
En 1908 Carl Anton Larsen y luego también Wilhelm Filchner pensaron que las dos eran una única isla. Larsen desembarcó en la isla. Fue cartografiada en 1930 por personal del RRS Discovery II, tras lo cual el nombre Candlemas (Candelaria) quedó para la isla mayor del grupo, pero también para denominarlas a las dos en conjunto.
La isla fue nombrada en 1975 en la novela británica The White Ship del autor Ian Cameron, que trata de una desastrosa expedición a la isla, donde los miembros de la expedición deben lidiar con los fantasmas de españoles que naufragaron allí en 1818.